# Кабак, Илья Игоревич
Илья Игоревич Кабак — казахстанский энтомолог, кандидат биологических наук, специалист по систематике, фаунистике и экологии жуков-жужелиц Средней Азии и Казахстана, автор более чем 60 научных работ, полевой исследователь, младший научный сотрудник Лаборатории энтомологии Института зоологии Академии наук Республики Казахстан.

## Биография
В 1986 году окончил Казахский государственный университет, где учился на кафедре зоологии. С 1986 года и по настоящее время работает в Лаборатории энтомологии Института зоологии Министерства науки и образования Республики Казахстан. С 1989 по 1992 года проходил очную аспирантуру ЗИН под руководством Олега Леонидовича Крыжановского.

## Научная деятельность
Научные интересы Кабака И. И., как энтомолога охватывают жуков-жужелиц: их систематику, таксономию, фауну и зоогеографическое районирование для Средней Азии и Казахстана, изучение биотопической приуроченности жужелиц, морфоэкологических адаптаций, жизненных форм, конкурентных отношений близких видов при симпатрии.
Кабаком был описан 1 новый род, более 200 видов и около 50 подвидов жуков-жужелиц, более 30 названий сведено в синонимы. Также выполнил ревизию рода Cribramara и подрода Eotribax рода Carabus.

## Важнейшие публикации
- Кабак И. И., 1990. Обзор жужелиц подрода Еotribax Sem. рода Саrabus L. (Coleoptera, Carabidae) фауны СССР // Энтомол. обозр., 69(2): 377—386.
- Кабак И. И., 1993. Обзор видов жужелиц рода Cribramara Kryzh. (Coleoptera, Carabidae) // Энтомол. обозр., 72(1): 55-64.
- Kabak I.I., 1994. Poecilus nouveaux ou mal connus de l’Asie Centrale (Coleoptera, Carabidae, Pterostichini). // Lambillionea, 94, 4 (2), 532—548.
- Kabak I.I., 1997. Nouveaux Cymindis Latreille de l’Asie Centrale (Coleoptera, Carabidae). // Coleopters, 3(6): 93-104.
- Kabak I.I., 1997. Carabiques nouveaux de l’Asie Centrale (Coleoptera, Carabidae). // Lambillionea, 97(4): 624—634.
- Kabak I.I., 1998. Nouveaux Poecilus (Pseudoderus) du Kirghizstan (Coleoptera, Carabidae, Pterostichini). // L’Entomologiste, 54(4): 151—161.